# Papamosques estriat
El papamosques estriat (Muscicapa griseisticta) és una espècie d'ocell de la família dels muscicàpids (Muscicapidae), nativa de l'est d'Àsia. El seu estat de conservació es considera de risc mínim.